# Mělčany
Mělčany település Csehországban, a Brno-vidéki járásban. Mělčany Silůvky, Dolní Kounice, Pravlov, Bratčice, Ořechov és Němčičky településekkel határos. Lakosainak száma 492 fő (2024. január 1.).

## Népesség
A település lakosságának változását az alábbi diagram mutatja:
| Lakosok száma | 539  | 613  | 640  | 584  | 489  | 430  | 482  | 494  | 474  | 492  |
|               | 1869 | 1890 | 1921 | 1950 | 1980 | 2001 | 2017 | 2019 | 2022 | 2024 |